# Samantha Fonseca
Samantha Carolina Gomes Fonseca (Monterrey, 13 de octubre de 1987-Xochimilco, 14 de enero de 2024), más conocida como Samantha Fonseca, fue una política y activista por los derechos de las personas trans y por los derechos humanos de México. Asesora en temas de diversidad sexual y equidad de género, fue galardonada con la Medalla al mérito de las y los defensores de Derechos Humanos 2022 por el Congreso de la Ciudad de México. Además fue precandidata al Senado de México por el partido Morena. En 2024 fue asesinada en Xochimilco.

## Biografía
Su compromiso por los derechos humanos se inició tras su paso por la cárcel en 2007, cuando con 20 años estuvo detenida durante tres meses, acusada de robo agravado y homicidio en grado de tentativa. Fue encarcelada en el Reclusorio Preventivo Varonil Norte, a pesar de que su manifestó que su identidad de género correspondía al de mujer trans. En prisión sufrió agresiones y violaciones sexuales por parte de otros reclusos. Conoció al abogado Jaime López Vela, de la organización Agenda LGBT, quien la ayudó. Fue liberada por falta de pruebas.

### Activismo y política
Se inició en el activismo integrando el Partido del Trabajo (PT), donde trabajó en la Oficina de atención a la Diversidad Sexual en la Delegación Cuauhtémoc, como coordinadora de la Brigada de Diversidad Sexual y Equidad de Género del Distrito 13 y 14, y coordinadora de atención a grupos vulnerables en la sede de Ciudad de México, y llegó a ser coordinadora nacional de Diversidad Sexual y Equidad de Género. Este nombramiento le valió ser la primera persona trans en ocupar un cargo como titular a nivel nacional. Durante su paso por el PT, participó en la redacción de la Ley de Diversidad Sexual que se llevó al Senado de la República.
Posteriormente pasó a integrar el Movimiento Ciudadano CDMX, donde fue Secretaria Estatal de Derechos Humanos en el Distrito Federal.
En 2016, con 30 años de edad, fue candidata joven del partido Nueva Alianza (PANAL), en el puesto ocho del listado general, y donde participó como secretaria de derechos humanos, a la Asamblea Constituyente de la Ciudad de México.
Fue presidenta nacional del Programa Mujeres Mexicanas a la Vanguardia, y directora nacional de grupos vulnerados de Caminando Juntos Hasta el Final, A.C. Desde 2015 trabajó con personas reclusas en las cárceles mexicanas, con quienes realizaba una labor de escucha de las situaciones personales e historias de vidas antes de ser procesadas.
En mayo de 2023 fue propuesta a la Medalla al mérito de las y los defensores de Derechos Humanos 2022 por el Congreso de la Ciudad de México. Fue galardonada con dicha medalla, en sesión solemne en el pleno del Congreso, en octubre del mismo año.
En noviembre de 2023 se inscribió como aspirante al Senado de México por el partido Morena.

### Asesinato
El 14 de enero de 2024 fue asesinada en las inmediaciones del Reclusorio Preventivo Varonil Sur de la colonia Tepalcaltlapan, tras realizar una visita. Diversas organizaciones y activistas LGBT+ condenaron el asesinato, calificándolo de transfeminicidio, como el Movimiento por la Igualdad en México (Movii), así como políticos de Morena.
Al día siguiente, en una manifestación convocada por la transfobia institucional a la que iba a acudir, se realizó una protesta con pintadas con el lema «Las vidas trans importan» en la fachada del Palacio Nacional.